# Hanna Hopko
Hanna Hopko (née Ганна Миколаївна Гопко le 4 mars 1982, à Hanachivka, raïon de Peremyshlyanski) est une journaliste et femme politique ukrainienne, membre de Samopomitch. Elle est une environnementaliste engagée notamment dans les campagnes contre le tabagisme.

## Biographie
Diplômée de la faculté de journalisme de l’université de Lviv en 2004. Encore étudiante, elle travaille comme reporter pour la chaîne de télévision généraliste ukrainienne Inter et la chaîne de télévision publique Pershyi Natsionalnyi. En 2009, elle défend sa thèse Ekologicheskaya publicistika à l'université nationale Taras-Chevtchenko de Kiev.
Elle est en tête de liste de son parti lors des élections législatives du 26 octobre 2014.